# محمد رماح
محمد رماح (انگلیسی: Mohamed Ramah؛ زادهٔ ۲ ژانویهٔ ۱۹۸۶) تیرانداز است. وی در بازی‌های المپیک تابستانی ۱۹۶۰ شرکت کرده‌است. وی در بازی‌های المپیک تابستانی ۲۰۱۶ شرکت کرده‌است.